# Fiedorówka (potok)
Fiedorówka – potok, prawobrzeżny dopływ Malinki o długości 2,62 km i powierzchni zlewni 4,24 km².
Potok płynie w Paśmie Równicy w Beskidzie Śląskim na terytorium miasta Wisły. Źródła potoku leżą na zachodnich stokach grzbietu biegnącego od szczytu Malinowa ku Przełęczy Salmopolskiej, tuż na wschód od zabudowań przysiółka Wierch Malinka. Spływa generalnie w kierunku południowo-zachodnim, początkowo głęboką, krętą i zalesioną dolinką, następnie znacznie szerszą doliną, pokrytą w większości polanami, na których znajdują się inne przysiółki Malinki. Na wysokości ok. 520 m n.p.m. uchodzi do potoku Malinka.
Nazwa potoku pochodzi od nazwy przysiółka Fiedorów, położonego mniej więcej w połowie długości doliny potoku. Przysiółek ten (nazwa dzierżawcza od imienia Fiedor) notowany był w dokumentach Komory Cieszyńskiej już w połowie XVIII w., natomiast nazwa wodna (Rostoka Federow) – w 1836 r..